# Dmitri I Starxi
Dmitri I Starxi o Dmitri I de Briansk (en lituà: Dmitrijus Algirdaitis 1320 - Batalla del riu Vorskla, 12 d'agost de 1399) va ser el segon fill més gran d'Algirdas, Gran Duc de Lituània, i la seva primera dona Maria de Vítebsk. Va ser duc de Briansk des de 1356 a 1379 i de 1388 a 1399.
El 1356 Algirdas va prendre la regió de Briansk, el que incloïa les ciutats de Trubetsk i Starodub, del Principat de Smolensk i l'hi va atorgar al seu fill Dmitri perquè ho governés. El territori estava al nord-est del cor del gran ducat, a la vora de la frontera amb el Gran Ducat de Moscou. El 1370 Dmitri Donskoi, el gran duc de Moscou, va intentar conquerir sense èxit el territori. El 1372, Dmitri va ser testimoni en el Tractat de Liubutsk entre Algirdas i Dmitri Donskoi.
Després de la mort del seu pare el 1377, Dmitri va fer costat al seu germà Andrei de Pólotsk contra el seu germanastre més petit Jogaila, qui va esdevenir Gran Duc de Lituània. Andréi, creient que era l'hereu per dret, va organitzar una coalició antilituana, que incloïa Pólotsk, Pskov, l'Orde Livonià i el Gran Ducat de Moscou. Dmitri va tenir un paper més passiu a la coalició, no va portar a terme guerra directa contra Lituània i no va defensar el seu domini quan va ser atacat per Moscou el 1379. Dmitri i la seva família van acompanyar l'exèrcit rus a Moscou, on Dmitri Donskoi li va atorgar Pereslavl-Zaleski. El 1380 Dmitri va encapçalar a una bandera russa a la batalla de Kulikovo contra la Horda d'Or. Les cròniques russes lloen les habilitats tàctiques d'ell i el seu germà.
Després de 1380, Dmitri és esmentat en fonts només escrites dues vegades. Després que el seu germà Andréi fos capturat per les tropes de Skirgaila i empresonat a Polònia, Dmitri es va reconciliar amb Jogaila, ara rei de Polònia, el 1388. Va tornar al seu antic senyoriu de Briansk. Dmitri va morir el 1399 a la batalla del riu Vorskla contra l'Horda d'Or.
El fill de Dmitri, Michał Trubetski (en polonès:Michał Trubetski) és considerat com l'avantpassat de la família Trubetskói.